# Carlo Paris
Carlo Pasquale Paris (Avezzano, 23 gennaio 1954) è un giornalista italiano.

## Biografia
Divenuto giornalista professionista nel 1989,  lavora per TeleLazio per la quale segue il "Caso Moro" e molti avvenimenti di cronaca e politica della fine degli anni settanta. Scrive per le pagine romane de  La Repubblica e per varie riviste prima di passare al TG3 per lavorare con Il processo di Biscardi. Per due anni insieme a Gianni Brera ha condotto i collegamenti per il Processo del Lunedì. Ha condotto il TG3 Roma-New York. Nel 1995 diviene inviato di Rai Sport. Ha seguito come inviato numerose edizioni (8) dei Giochi olimpici estivi e invernali e degli Europei (6) e Mondiali (6) di Calcio, Coppa d'Africa (2).
Dal 1995 al 2011 per la Domenica Sportiva, 90º minuto, Sabato Sprint e Stadio Sprint ha realizzato in diretta le interviste dagli spogliatoi in occasione degli anticipi o posticipi della Serie A. Nel 2006 è a bordocampo quando la Nazionale di Marcello Lippi conquista a Berlino il titolo mondiale. È stato tra l'altro inviato per la Coppa America di vela dalla Nuova Zelanda tra il 1999 e il 2000. Nel 2005 ha fatto parte del cast de Il processo alla tappa nella trasmissione itinerante "I Cantastorie" a seguito del Giro d'Italia.
Per 18 anni, in occasione delle gare della Nazionale italiana di calcio, Champions League e Coppa Italia è stato l'inviato a bordo campo come telecronista; era lui a realizzare l'intervista a caldo in campo nel dopo partita con i vari CT della Nazionale. Da ottobre 2011 per due anni ha condotto il programma 5' di recupero in onda ogni domenica sera su Rai 1 dopo l'edizione serale del TG1. Nel 2012 ha curato i collegamenti dalle tendopoli dei terremotati dell'Emilia nel corso degli Europei di calcio. Ha condotto da Londra con Antonio Caprarica la rubrica Fuori dai giochi nel corso delle Olimpiadi.
È stato caporedattore degli speciali di Rai Sport e negli anni ha realizzato numerosi documentari sportivi e reportage in tutto il mondo. Ha vinto numerosi premi: Palermo Sport film Festival Paladino d'oro, Premio Milano Sportfilmfestival, Premio Don Pino Puglisi, Premio Beppe Viola, Premio Nicolò Carosio, Premio Cesarini, Premio Pratola, Premio John Fante, Premio Matera Sport Film Festival, Premio Colalucci, Premio Andrea Fortunato, Premio Caimano d'oro, Premio Manlio Scopigno, Premio Giustolisi 2018.
Il 4 settembre 2014 il Consiglio di Amministrazione della Rai lo nomina direttore di Rai Sport al posto di Mauro Mazza;  sotto la sua direzione porta l'HD a Raisport e modifica numerose trasmissioni. Nel febbraio 2016 lo sostituisce Gabriele Romagnoli. Dal 2017 è corrispondente Rai da Gerusalemme per il Medio Oriente. Il 28 luglio 2017 nel corso di alcune dirette Rai sugli scontri nella Spianata delle Moschee, resta coinvolto e leggermente ferito con la squadra Rai Gerusalemme, dall'esplosione di una granata stordente della polizia.
A gennaio 2021 lascia l'incarico di corrispondente da Gerusalemme per via del sopraggiunto pensionamento.